# David Brooks (football)
Pour les articles homonymes, voir David Brooks (homonymie) et Brooks.
David Robert Brooks, né le 8 juillet 1997 à Warrington (Angleterre), est un footballeur international gallois qui évolue au poste de milieu de terrain à l'AFC Bournemouth.

## Biographie

### Carrière en club
Le 29 août 2015, il est prêté pour un mois à Halifax Town. Il joue cinq matchs avant de retrouver Sheffield United.
Le 30 août 2016, il fait ses débuts avec Sheffield United lors d'un match de Football League Trophy contre Leicester City.
Le 1er juillet 2018, Brooks s'engage pour quatre ans avec l'AFC Bournemouth. Il quitte donc son club formateur après avoir inscrit trois buts en trente-sept matchs toutes compétitions confondues.
Le 1er octobre 2018, il marque son premier but avec Bournemouth lors d'un match de Premier League contre Crystal Palace (victoire 2-1).
Le 30 janvier 2024, il est prêté au Southampton.

### En sélection nationale
David Brooks fait partie de l'équipe Angleterre des moins de vingt ans qui participe au Tournoi de Toulon 2017. Les Anglais remportent la compétition et Brooks est élu meilleur joueur du tournoi.
Le 10 novembre 2017, il honore sa première sélection avec le pays de Galles lors d'un match amical contre la France (défaite 2-0).
Brooks inscrit son premier but avec le pays de Galles à l'occasion d'un match comptant pour les éliminatoires de l'Euro 2020 contre la Croatie (défaite 2-1) le 8 juin 2019.

## Statistiques
| Saison                | Club                  | Championnat           | Championnat | Championnat | Coupe(s) nationale(s) | Coupe(s) nationale(s) | Compétition(s) continentale(s) | Compétition(s) continentale(s) | Compétition(s) continentale(s) | Play-offs | Play-offs | Pays de Galles | Pays de Galles | Total | Total |
| Saison                | Club                  | Division              | M.          | B.          | M.                    | B.                    | Comp.                          | M.                             | B.                             | M.        | B.        | M.             | B.             | M.    | B.    |
| 2016-2017             | Sheffield United      | League One            | -           | -           | 4                     | 0                     | -                              | -                              | -                              | -         | -         | -              | -              | 4     | 0     |
| 2017-2018             | Sheffield United      | Championship          | 30          | 3           | 3                     | 0                     | -                              | -                              | -                              | -         | -         | 3              | 0              | 36    | 3     |
| Sous-total            | Sous-total            | Sous-total            | 30          | 3           | 7                     | 0                     | -                              | -                              | -                              | -         | -         | 3              | 0              | 40    | 3     |
| 2015-2016             | Halifax Town (prêt)   | National League       | 5           | 1           | -                     | -                     | -                              | -                              | -                              | -         | -         | -              | -              | 5     | 1     |
| Sous-total            | Sous-total            | Sous-total            | 5           | 1           | -                     | -                     | -                              | -                              | -                              | -         | -         | -              | -              | 5     | 1     |
| 2018-2019             | AFC Bournemouth       | Premier League        | 30          | 7           | 3                     | 0                     | -                              | -                              | -                              | -         | -         | 9              | 1              | 42    | 8     |
| 2019-2020             | AFC Bournemouth       | Premier League        | 9           | 1           | -                     | -                     | -                              | -                              | -                              | -         | -         | -              | -              | 9     | 1     |
| 2020-2021             | AFC Bournemouth       | Championship          | 32          | 5           | 5                     | 1                     | -                              | -                              | -                              | 2         | 0         | 9              | 1              | 48    | 7     |
| 2021-2022             | AFC Bournemouth       | Championship          | 7           | 1           | 2                     | 2                     | -                              | -                              | -                              | -         | -         | -              | -              | 9     | 3     |
| 2022-2023             | AFC Bournemouth       | Premier League        | 6           | 0           | -                     | -                     | -                              | -                              | -                              | -         | -         | 1              | 0              | 7     | 0     |
| 2023-2024             | AFC Bournemouth       | Premier League        | 13          | 1           | 5                     | 2                     | -                              | -                              | -                              | -         | -         | 5              | 1              | 23    | 4     |
| 2024-2025             | AFC Bournemouth       | Premier League        | 22          | 2           | 3                     | 0                     | -                              | -                              | -                              | -         | -         | 4              | 1              | 29    | 3     |
| Sous-total            | Sous-total            | Sous-total            | 119         | 17          | 18                    | 5                     | -                              | -                              | -                              | 2         | 0         | 28             | 4              | 167   | 26    |
| 2023-2024             | Southampton FC (prêt) | Championship          | 17          | 2           | -                     | -                     | -                              | -                              | -                              | 3         | 0         | 2              | 1              | 22    | 3     |
| Sous-total            | Sous-total            | Sous-total            | 17          | 2           | -                     | -                     | -                              | -                              | -                              | 3         | 0         | 2              | 1              | 22    | 3     |
| Total sur la carrière | Total sur la carrière | Total sur la carrière | 171         | 23          | 25                    | 5                     | -                              | -                              | -                              | 5         | 0         | 33             | 5              | 234   | 33    |

## Palmarès

### En club
- AFC Bournemouth
  - Vice-champion d'Angleterre de deuxième division en 2022.

### En sélection nationale
- Angleterre -20 ans
  - Vainqueur du Tournoi de Toulon en 2017.

### Distinctions personnelles
- Joueur du mois de Premier League en janvier 2025.
- Joueur du mois de deuxième division anglaise en novembre 2020.
- Meilleur joueur du Tournoi de Toulon en 2017.
- Membre de l'équipe-type du Tournoi de Toulon en 2017.
- Footballeur gallois de l'année (en) en 2018.